# Stichaeidae
Stichaeidae é uma família de peixes da subordem Zoarcoidei.

## Géneros
- Género Acantholumpenus Makushok, 1958
- Género Alectrias Jordan and Evermann, 1898
- Género Alectridium Gilbert and Burke, 1912
- Género Anisarchus Gill, 1864
- Género Anoplarchus Gill, 1861
- Género Askoldia Pavlenko, 1910
- Género Azygopterus Andriashev and Makushok, 1955
- Género Bryozoichthys Whitley, 1931
- Género Cebidichthys Ayres, 1855
- Género Chirolophis Swainson, 1839
- Género Dictyosoma Temminck and Schlegel, 1845
- Género Ernogrammus Jordan and Evermann, 1898
- Género Esselenichthys Anderson, 2003
- Género Eulophias Smith, 1902
- Género Eumesogrammus Gill, 1864
- Género Gymnoclinus Gilbert and Burke, 1912
- Género Kasatkia Soldatov and Pavlenko, 1916
- Género Leptoclinus Gill, 1861
- Género Leptostichaeus Miki, 1985
- Género Lumpenella Hubbs, 1927
- Género Lumpenopsis Soldatov, 1916
- Género Lumpenus Reinhardt, 1836
- Género Neolumpenus Miki, Kanamaru and Amaoka, 1987
- Género Neozoarces Steindachner, 1880
- Género Opisthocentrus Kner, 1868
- Género Pholidapus Bean and Bean, 1897
- Género Phytichthys Hubbs in Jordan, 1923
- Género Plagiogrammus Bean, 1894
- Género Plectobranchus Gilbert, 1890
- Género Poroclinus Bean, 1890
- Género Pseudalectrias Lindberg, 1938
- Género Soldatovia Taranetz, 1937
- Género Stichaeopsis Kner in Steindachner and Kner, 1870
- Género Stichaeus Reinhardt, 1836
- Género Ulvaria Jordan and Evermann, 1896
- Género Xiphister Jordan, 1880
- Género Zoarchias Jordan and Snyder, 1902